# Rhopalostylis
Rhopalostylis, monotipski rod palmi smješten u podtribus Rhopalostylidinae ili Ptychospermatinae, dio tribusa Areceae, potporodica Arecoideae. Postoje dvije vrste sa Novog Zelanda i manjih otoka Norfolk. Chatham, Kermadec,

## Vrste
1. Rhopalostylis baueri (Hook.f.) H.Wendl. & Drude
2. Rhopalostylis sapida H.Wendl. & Drude

## Sinonimi
- Eora O.F.Cook